# ニコジョッキー
『ニコジョッキー』は、株式会社コンテンツタワーが製作を行っているインターネット配信のバラエティ番組。
ニコニコチャンネル（芸能）及び、FC2ライブ、LINE LIVE、youtube(メンバーシップ限定）の有料コンテンツチャンネル。

## 概要
2011年7月5日開始。
USENが運営していた無料動画配信サイト「GyaO」で、「生放送、チャット機能で出演者とリアルタイムコミュニケーション」を売り文句に、2006年11月13日から2009年8月28日まで生配信されていた『GyaOジョッキー』がニコニコチャンネルで復活した形。復活当初は毎週水曜から金曜まで配信時間は20時から23時までの3部構成（部分的に23時以降の配信枠もあり）だった。2011年9月最終週より火曜日枠が加わり、11月中旬からは月曜日の配信も1枠追加、2012年2月からは部分的に19時のレギュラー配信も開始された。主に総合プロデューサーの神戸敏行（ズラサン）が出演する形で、配信開始前の時間帯に配信テストも兼ねた宣伝配信が行われる。
例外はあるものの、番組枠の多くは、芸能プロダクション単位に編成されており、各プロダクションの出演者中で知名度や力量のある者がMCを務め、あるいは冠番組として名前を出し、他の者がアシスタントやゲストの形でMCを支える形態をとる。また、アイドルユニットや芸人コンビが単独で、あるいはアシスタントを加えて配信する形態、出演者単独の形態、その派生形として出演者とスタッフの対話で進行する形態等がある。
2012年2月18日より過去に配信された番組のアーカイブ動画の配信を開始。
2013年11月より『ニコJOCKEY on GyaO』として、ニコジョッキーのアーカイブの一部を、GyaOで無料配信開始。
2014年4月より『エフジョッキー』として、FC2ライブでも同時配信されるようになった。
2022年5月現在　ニコニコ動画『ニコジョッキー』LINELIVE『ジョッキー』YOUTUBE『ジョッキー』メンバーシップで生配信中。

## スタッフ
- 総合プロデューサー：神戸敏行（ズラサン）
- 製作・著作：コンテンツタワー

## 開設までの経緯
前身となる『GyaOジョッキー』は2009年8月28日に配信終了その後「JOCKEY 復活への道 - produce by ズラサン -」というアンケート
ページが設置され、同年5月時点で「3500通の回答があり、そのうち約7割の人が『有料でも観たい』と言ってくれました」これを受けて都度課金システムを導入しようとしていたニコニコ動画と利害が一致、「ニコニコジョッキー」のチャネル名で同年7月1日から配信開始を予定し、実際には「ニコジョッキー」のチャンネル名で同年7月8日に課金方式による本配信が開始された。

## 出演者一覧
出演者一覧（2023年3月現在）
マセキ芸能社
モグライダー　ルシファー吉岡　スタンダップコーギー　　高田ぽる子　 安原カラス 　きしたかの　リップグリップ　ニッキューナナ　依藤（サスペンダーズ）　　　　　
ケイダッシュステージ
トム・ブラウン　トキヨアキイ　　ジャガモンド　有元さくら子　トッキブツ　
サンミュージック
エルシャラカーニ　三拍子　さいとうあずさ　小林アナ
太田プロ
山野（ブラックパイナーSOS）　ロングアイランド　ストレッチーズ　ぐりんぴーす　本日は晴天なり　松崎　
ホリプロコム
オキシジェン　アイドル鳥越　桜花　
浅井企画
スパローズ　インディペンデイスデイ　上木恋愛研究所
松竹芸能
駆け抜けて軽トラ　ブリキカラス　ぬらぬら
トゥインクル
たなしゅう　レッスン祐輝　
グレープカンパニー
斎藤サトル
人力舎
魂ず
その他
春野恵　ソラ豆琴美　椎名香奈江　三井里彩　武知凛　加藤沙耶香 KNU oNEW
フリー
松浦千佳（アナウンサー）　庄野数馬（アナウンサー）　勝又兄　吐山ゆん　石田（ｽﾄﾛﾍﾞﾘｰﾛﾏﾝｽ）